# 豚屋

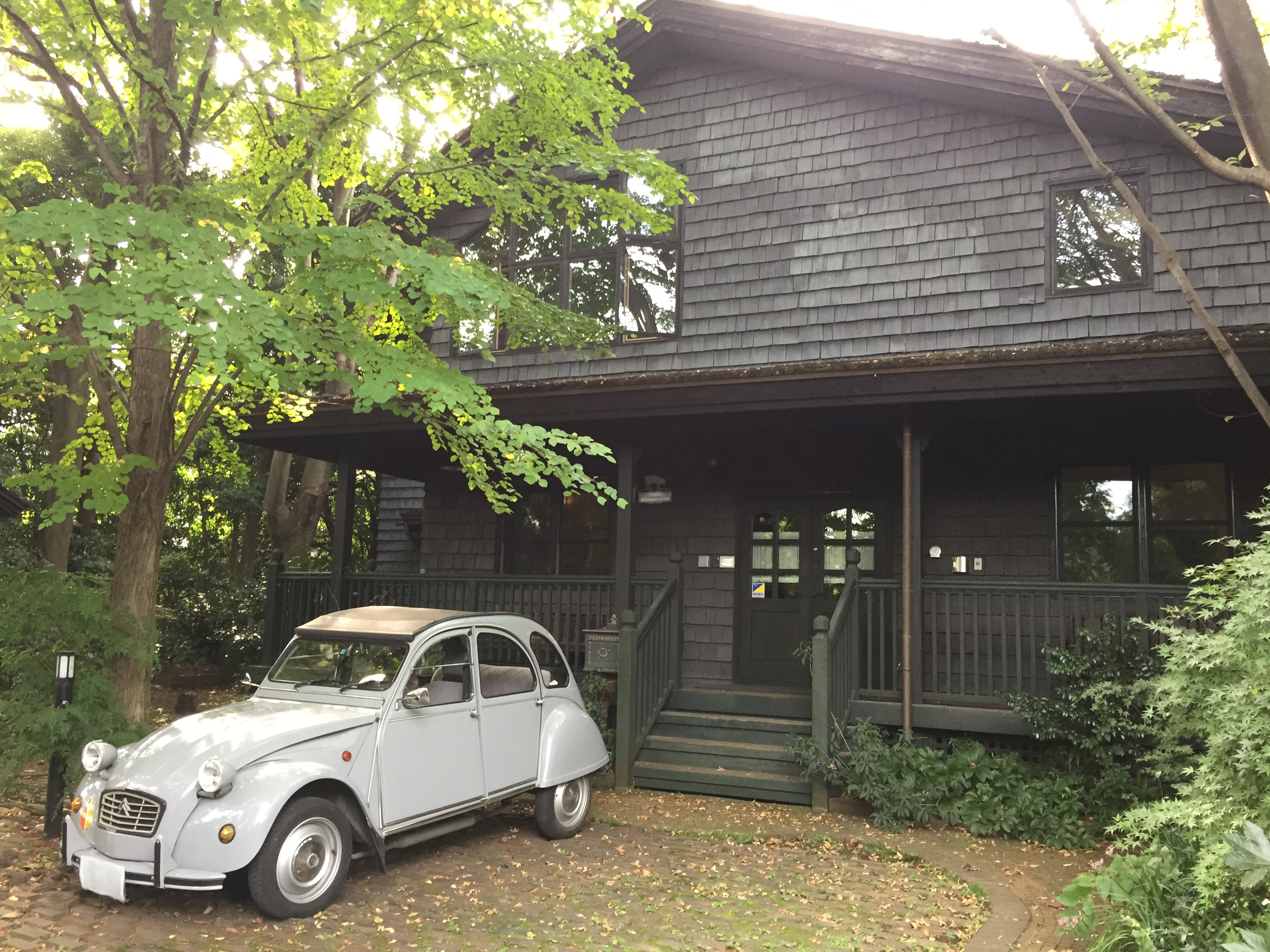
豚屋、および宮崎駿の愛車シトロエン・2CV（2016年）

豚屋（ぶたや）は、宮崎駿が1998年6月にスタジオジブリの近隣に建設した、個人事務所二馬力のオフィス兼アトリエの屋号。

## 概要
建物が完成する前は「シニアジブリ」と呼んでいたが、後に「豚屋」と正式に命名された。建物は大断面集成材工法の木造2階建で、山田達也の設計。外壁に豚の絵が描かれている。
当初、宮崎はここで小金井村塾2を開き、若手の人材育成を行っていた。現在は社員の歓迎会やマスコミ取材などにも使われる。『ホーホケキョ となりの山田くん』の劇中合唱歌「ケ・セラセラ」の録音に使われたこともある。なお、宮崎は合唱には参加していない。
一時期、豚屋の一角に株式会社ムゼオ・ダルテ・ジブリ（現、株式会社マンマユート団）の事務所が入居していた。

## その他
建物の敷地内には井戸があり、実際に水を汲む事も出来る（飲めるかは不明）。
『千と千尋の神隠し』の海原電車のシーンで、「豚屋」の看板が一瞬（2コマ）登場する。

## 関連
- 豚屋火事